# Rally di Roma Capitale 2021
El Rally di Roma Capitale 2021 fue la 9.º edición y la tercera ronda de la temporada 2021 del Campeonato de Europa de Rally. Se celebró del 23 de julio al 25 de julio y contó con un itinerario de catorce tramos sobre asfalto que sumaban un total de 190.09 km cronometrados.
El ganador de la prueba fue el campeón europeo de 2006 y 2009, Giandomenico Basso que además consiguió su segunda victoria en esta prueba tras la anterior conseguida en 2019. El podio fue completado por su compatriota Andrea Crugnola y por el húngaro Norbert Herczig que subió al podio al imponerse por solo 3 décimas de segundo al español Efrén Llarena.

## Lista de inscriptos
| Num.                     | Piloto                   | Copiloto               | Automóvil               | Equipo                                |
| ------------------------ | ------------------------ | ---------------------- | ----------------------- | ------------------------------------- |
| 1                        | Alexey Lukyanuk          | Dmitriy Eremeev        | Citroën C3 Rally2       | Saintéloc Junior Team                 |
| 2                        | Andreas Mikkelsen        | Ola Fløene             | Škoda Fabia Rally2 evo  | Toksport WRT                          |
| 3                        | Mikołaj Marczyk          | Szymon Gospodarczyk    | Škoda Fabia Rally2 evo  | Orlen Team                            |
| 4                        | Nikolay Gryazin          | Konstantin Aleksandrov | Volkswagen Polo GTI R5  | Nikolay Gryazin                       |
| 5                        | Efrén Llarena            | Sara Fernández         | Škoda Fabia Rally2 evo  | Rallye Team Spain                     |
| 6                        | Craig Breen              | Paul Nagle             | Hyundai i20 R5          | Team MRF Tyres                        |
| 7                        | Nil Solans               | Marc Martí             | Škoda Fabia Rally2 evo  | Rallye Team Spain                     |
| 8                        | Erik Cais                | Jindřiška Žáková       | Ford Fiesta Rally2      | Yacco ACCR Team                       |
| 9                        | Norbert Herczig          | Ramón Ferencz          | Škoda Fabia Rally2 evo  | Škoda Rally Team Hungaria             |
| 10                       | Yoann Bonato             | Benjamin Boulloud      | Citroën C3 Rally2       | CHL Sport Auto                        |
| 11                       | Simone Tempestini        | Sergiu Itu             | Škoda Fabia Rally2 evo  | Simone Tempestini                     |
| 12                       | Umberto Scandola         | Danilo Fappani         | Hyundai i20 R5          | Hyundai Rally Team Italia             |
| 14                       | Callum Devine            | James Fulton           | Ford Fiesta Rally2      | Motorsport Ireland Rally Academy      |
| 15                       | Fabio Andolfi            | Stefano Savoia         | Škoda Fabia R5          | Motorsport Italia                     |
| 16                       | Giandomenico Basso       | Lorenzo Granai         | Škoda Fabia Rally2 evo  | Giandomenico Basso                    |
| 18                       | Tommaso Ciuffi           | Nicolò Gonella         | Volkswagen Polo GTI R5  | Tommaso Ciuffi                        |
| 19                       | Andrea Crugnola          | Pietro Elia Ometto     | Hyundai i20 R5          | Hyundai Rally Team Italia             |
| 20                       | Damiano De Tommaso       | Giorgia Ascalone       | Citroën C3 Rally2       | F.P.F. Sport                          |
| 21                       | Fabian Kreim             | Frank Christian        | Volkswagen Polo GTI R5  | Pole Promotion                        |
| 22                       | Ole Christian Veiby      | Jonas Andersson        | Hyundai i20 R5          | Printsport Oy                         |
| 23                       | Grégoire Munster         | Louis Louka            | Hyundai i20 R5          | Grégoire Munster                      |
| 24                       | Iván Ares                | David Vázquez Liste    | Hyundai i20 R5          | Hyundai Ares Racing Team              |
| 25                       | Andrea Mazzocchi         | Silvia Gallotti        | Škoda Fabia R5          | Leonessa Corse                        |
| 26                       | Giacomo Scattolon        | Giovanni Bernacchini   | Volkswagen Polo GTI R5  | Erreffe Rally Team                    |
| 27                       | Simone Campedelli        | Tania Canton           | Volkswagen Polo GTI R5  | Team MRF Tyres                        |
| 28                       | Josh McErlean            | Keaton Williams        | Hyundai i20 R5          | Motorsport Ireland Rally Academy      |
| 29                       | Dominik Stříteský        | Jiří Hovorka           | Škoda Fabia R5          | ACA Škoda Vančík Motorsport           |
| 30                       | Alberto Battistolli      | Simone Scattolin       | Škoda Fabia Rally2 evo  | Cr Motorsport Di Cappato Riccardo     |
| 31                       | Jarosław Kołtun          | Ireneusz Pleskot       | Ford Fiesta Rally2      | Plon Rally Team                       |
| 32                       | Alberto de Thurn y Taxis | Bernhard Ettel         | Volkswagen Polo GTI R5  | BRR Baumschlager Rallye & Racing Team |
| 33                       | Luis García Vilariño     | José Murado González   | Škoda Fabia Rally2 evo  | Escudería Lalín-Deza                  |
| 34                       | Aloísio Monteiro         | Sancho Eiró            | Škoda Fabia Rally2 evo  | Aloísio Monteiro                      |
| 35                       | Pauric Duffy             | Jeff Case              | Hyundai i20 R5          | Pauric Duffy                          |
| 36                       | Rachele Somaschini       | Nicola Arena           | Citroën C3 Rally2       | Rachele Somaschini                    |
| 38                       | Ken Torn                 | Timo Taniel            | Ford Fiesta Rally3      | M-Sport Poland                        |
| 39                       | Oscar Solberg            | Dale Furniss           | Ford Fiesta Rally3      | Oscar Solberg                         |
| 40                       | Dmitry Feofanov          | Normunds Kokins        | Suzuki Swift R4         | Dmitry Feofanov                       |
| 41                       | Michał Pryczek           | Jacek Pryczek          | Subaru Impreza STi      | Subaru Historic Rally Team            |
| 42                       | Javier Pardo Siota       | Adrián Pérez Fernández | Suzuki Swift R4LLY S    | Suzuki Motor Ibérica                  |
| 43                       | Victor Cartier           | Fabien Craen           | Toyota Yaris Rally2-Kit | Victor Cartier                        |
| 44                       | Joan Vinyes              | Jordi Mercader         | Suzuki Swift R4LLY S    | Suzuki Motor Ibérica                  |
| 45                       | Csaba Juhász             | István Juhász          | Mitsubishi Lancer Evo X | Csaba Juhász                          |
| Fuente: ewrc-results.com |                          |                        |                         |                                       |

## Itinerario
| Día                     | Tramo | Nombre                   | Distancia | Ganador de la etapa | Automóvil              | Tiempo  | Líder de la general |
| ----------------------- | ----- | ------------------------ | --------- | ------------------- | ---------------------- | ------- | ------------------- |
| Día 1 (23 de julio)     | -     | Fumone (Shakedown)       | 4.02 km   | Nikolay Gryazin     | Volkswagen Polo GTI R5 | 2:09.2  | -                   |
| Día 1 (23 de julio)     | SS0   | SSS - Caracalla ACI Roma | 2.72 km   | Andrea Crugnola     | Hyundai i20 R5         | 1:53.3  | Andrea Crugnola     |
| Día 2 (24 de julio)     | SS1   | Rocca di Cave 1          | 7.25 km   | Giandomenico Basso  | Škoda Fabia Rally2 evo | 5:03.3  | Giandomenico Basso  |
| Día 2 (24 de julio)     | SS2   | Rocca Santo Stefano 1    | 19.70 km  | Andrea Crugnola     | Hyundai i20 R5         | 11:12.7 | Andrea Crugnola     |
| Día 2 (24 de julio)     | SS3   | Affile - Bellegra        | 7.34 km   | Giandomenico Basso  | Škoda Fabia Rally2 evo | 4:17.3  | Andrea Crugnola     |
| Día 2 (24 de julio)     | SS4   | Rocca di Cave 2          | 7.25 km   | Giandomenico Basso  | Škoda Fabia Rally2 evo | 5:04.5  | Andrea Crugnola     |
| Día 2 (24 de julio)     | SS5   | Rocca Santo Stefano 2    | 19.70 km  | Andrea Crugnola     | Hyundai i20 R5         | 11:08.6 | Andrea Crugnola     |
| Día 2 (24 de julio)     | SS6   | Bellegra                 | 2.94 km   | Giandomenico Basso  | Škoda Fabia Rally2 evo | 1:48.6  | Andrea Crugnola     |
| Día 3 (25 de julio)     | SS7   | Fiuggi - Guarcino 1      | 19.87 km  | Giandomenico Basso  | Škoda Fabia Rally2 evo | 11:34.9 | Andrea Crugnola     |
| Día 3 (25 de julio)     | SS8   | Collepardo - Civita 1    | 10.62 km  | Giandomenico Basso  | Škoda Fabia Rally2 evo | 6:09.4  | Giandomenico Basso  |
| Día 3 (25 de julio)     | SS9   | Santopadre - Arpino 1    | 21.17 km  | Efrén Llarena       | Škoda Fabia Rally2 evo | 13:00.9 | Giandomenico Basso  |
| Día 3 (25 de julio)     | SS10  | Fiuggi - Guarcino 2      | 19.87 km  | Andrea Crugnola     | Hyundai i20 R5         | 11:34.5 | Giandomenico Basso  |
| Día 3 (25 de julio)     | SS11  | Collepardo - Civita 2    | 10.62 km  | Giandomenico Basso  | Škoda Fabia Rally2 evo | 6:10.0  | Giandomenico Basso  |
| Día 3 (25 de julio)     | SS12  | Santopadre - Arpino 2    | 21.17 km  | Simone Tempestini   | Škoda Fabia Rally2 evo | 13:01.0 | Giandomenico Basso  |
| Día 3 (25 de julio)     | SS13  | Fiuggi - Guarcino 3      | 19.87 km  | Norbert Herczig     | Škoda Fabia Rally2 evo | 11:33.1 | Giandomenico Basso  |
| Fuente:ewrc-results.com |       |                          |           |                     |                        |         |                     |

## Clasificación final
| Pos.                     | Piloto             | Copiloto             | Automóvil              | Equipo                      | Tiempo    | Puntos  |
| ------------------------ | ------------------ | -------------------- | ---------------------- | --------------------------- | --------- | ------- |
| 1                        | Giandomenico Basso | Lorenzo Granai       | Škoda Fabia Rally2 evo | Giandomenico Basso          | 1:54:06.6 | 30+9    |
| 2                        | Andrea Crugnola    | Pietro Elia Ometto   | Hyundai i20 R5         | Hyundai Rally Team Italia   | +35.8     | 24+5    |
| 3                        | Norbert Herczig    | Ramón Ferencz        | Škoda Fabia Rally2 evo | Škoda Rally Team Hungaria   | +40.4     | 21+5    |
| 4                        | Efrén Llarena      | Sara Fernández       | Škoda Fabia Rally2 evo | Rallye Team Spain           | +40.7     | 19+5    |
| 5                        | Mikołaj Marczyk    | Szymon Gospodarczyk  | Škoda Fabia Rally2 evo | Orlen Team                  | +56.2     | 17+2    |
| 6                        | Fabio Andolfi      | Stefano Savoia       | Škoda Fabia R5         | Motorsport Italia           | +1:04.8   | 15      |
| 7                        | Simone Tempestini  | Sergiu Itu           | Škoda Fabia Rally2 evo | Simone Tempestini           | +1:06.5   | 13+1    |
| 8                        | Andreas Mikkelsen  | Ola Fløene           | Škoda Fabia Rally2 evo | Toksport WRT                | +1:18.9   | 11      |
| 9                        | Craig Breen        | Paul Nagle           | Hyundai i20 R5         | Team MRF Tyres              | +1:29.1   | 9       |
| 10                       | Erik Cais          | Jindřiška Žáková     | Ford Fiesta Rally2     | Yacco ACCR Team             | +1:31.6   | 7       |
| 11                       | Giacomo Scattolon  | Giovanni Bernacchini | Volkswagen Polo GTI R5 | Erreffe Rally Team          | +1:38.1   | 5       |
| 12                       | Marco Signor       | Patrick Bernardi     | Volkswagen Polo GTI R5 | Sama Racing A.S.D.          | +1:48.8   | [ n 1 ] |
| 13                       | Umberto Scandola   | Danilo Fappani       | Hyundai i20 R5         | Hyundai Rally Team Italia   | +2:13.7   | 4       |
| 14                       | Grégoire Munster   | Louis Louka          | Hyundai i20 R5         | Grégoire Munster            | +2:23.0   | 3       |
| 15                       | Iván Ares          | David Vázquez Liste  | Hyundai i20 R5         | Hyundai Ares Racing Team    | +2:51.0   | 2       |
| 16                       | Marco Pollara      | Daniele Mangiarotti  | Škoda Fabia Rally2 evo | PA Racing                   | +3:05.0   | [ n 2 ] |
| 17                       | Dominik Stříteský  | Jiří Hovorka         | Škoda Fabia R5         | ACA Škoda Vančík Motorsport | +3:16.2   | 1       |
| Fuente: ewrc-results.com |                    |                      |                        |                             |           |         |

## Clasificaciones tras el rally
| Posición | Piloto            | Puntos | Cambios de posición |
| -------- | ----------------- | ------ | ------------------- |
| 1        | Alexey Lukyanuk   | 67     | Sin cambios         |
| 2        | Andreas Mikkelsen | 66     | Sin cambios         |
| 3        | Efrén Llarena     | 61     | Crecimiento         |
| 4        | Mikołaj Marczyk   | 60     | Decrecimiento       |
| 5        | Norbert Herczig   | 46     | Crecimiento         |

| Posición | Equipo                | Puntos | Cambios de posición |
| -------- | --------------------- | ------ | ------------------- |
| 1        | Toksport WRT          | 156    | Sin cambios         |
| 2        | Rally Team Spain      | 154    | Sin cambios         |
| 3        | Porvoon Autopalvelu   | 91     | Crecimiento         |
| 4        | Saintéloc Junior Team | 75     | Decrecimiento       |
| 5        | Yacco ACCR Team       | 75     | Sin cambios         |